# Arpophyllum
Arpophyllum é um género botânico pertencente à família das orquídeas (Orchidaceae).

## Espécies
1. Arpophyllum giganteum Hartw. ex Lindl., Ann. Nat. Hist. 4: 384 (1840)
2. Arpophyllum laxiflorum Pfitzer, Gartenwelt 3: 138 (1898)
3. Arpophyllum spicatum Lex., Nov. Veg. Descr. 2: 20 (1825)